# 1958-as Formula–1 olasz nagydíj
Az 1958-as Formula–1-es világbajnokság tizedik futama az olasz nagydíj volt.

## Futam
A Ferrari-Vanwall csata Monzában is folytatódott, miután mindkét csapat új fejlesztésekkel érkezett a helyszínre. Moss szerezte meg a pole-pozíciót Brookst, Hawthornt és Lewis-Evanst megelőzve.
A rajt után a hetedik rajtkockáról induló Phil Hill fordult el elsőként az első kanyarban Moss előtt, aki még az első kör folyamán visszavette tőle a vezetést. Hátrébb a mezőnyben von Trips összeért Schell-lel, majd a Ferrari a levegőbe repült és összetört, ám az amerikai nem sérült meg. A német is kiesett a versenyből, valamint lábtörést szenvedett. Az 5. körig továbbra is Hill vezetett, amikor a már korábban Lewis-Evans és Mosst is megelőző Hawthorn elment mellette. Hill előbb csak Moss mögé került, majd gumiprobléma miatt egyre hátrébb esett vissza, míg Moss és Hawthorn egymással harcolt az első helyért. A csata addig folytatódott, míg Moss a váltó meghibásodása miatt lemaradt és nem sokkal később kiesett, Hawthornt hagyva az élen. Ekkor Behra második, Lewis-Evans harmadik volt, Brooks pedig kezdett feljönni, miután korábban kiállt a boxba olajellenőrzésre. Ezt követően előbb Trintignant, majd Lewis-Evans, végül pedig Behra is kiállni kényszerült. Miután Hawthorn új gumikat kapott, a 35. körben Hill visszaállt az élre, de két körrel később, ugyanolyan okból kifolyólag, mint a brit, ő is kiállt a boxba, így Hawthorn visszaszerezte a vezető pozíciót. Ekkor Brooks volt a második, aki gyorsan felzárkózott hozzá és tíz körrel a leintés előtt, kihasználva az előtte haladó autó keltette szélárnyékot, megelőzte a Ferrarit és megnyerte a versenyt. Hawthorn lett a második, megerősítve vezető helyét a világbajnokságban, míg a dobogó legalsó fokára Hill állhatott fel.
|    | Rsz. | Versenyző                | Csapat        | Körök | Idő/Kiesések     | Rajthely | Pontok |
| -- | ---- | ------------------------ | ------------- | ----- | ---------------- | -------- | ------ |
| 1  | 28   | Tony Brooks              | Vanwall       | 70    | 2:03'47,8        | 2        | 8      |
| 2  | 14   | Mike Hawthorn            | Ferrari       | 70    | + 24,2           | 3        | 6      |
| 3  | 18   | Phil Hill                | Ferrari       | 70    | + 28,3           | 7        | 4      |
| 4  | 32   | Masten Gregory           | Maserati      | 69    | + 1 kör          | 11       | 3      |
| 5  | 6    | Roy Salvadori            | Cooper-Climax | 62    | + 8 kör          | 14       | 2      |
| 6  | 38   | Graham Hill              | Lotus-Climax  | 62    | + 8 kör          | 12       |        |
| 7  | 36   | Cliff Allison            | Lotus-Climax  | 61    | + 9 kör          | 16       |        |
| Ki | 42   | Maria Teresa de Filippis | Maserati      | 57    | Motor            | 21       |        |
| Ki | 22   | Giulio Cabianca          | Maserati      | 51    | Motor            | 20       |        |
| Ki | 8    | Jean Behra               | BRM           | 42    | Kuplung          | 8        |        |
| Ki | 24   | Hans Herrmann            | Maserati      | 32    | Motor            | 18       |        |
| Ki | 30   | Stuart Lewis-Evans       | Vanwall       | 30    | Túlhevülés       | 4        |        |
| Ki | 2    | Maurice Trintignant      | Cooper-Climax | 24    | Váltó            | 13       |        |
| Ki | 26   | Stirling Moss            | Vanwall       | 17    | Váltó            | 1        |        |
| Ki | 12   | Jo Bonnier               | BRM           | 14    | Váltó/erőátvitel | 10       |        |
| Ki | 20   | Olivier Gendebien        | Ferrari       | 4     | Felfüggesztés    | 5        |        |
| Ki | 40   | Gerino Gerini            | Maserati      | 2     | Baleset          | 19       |        |
| Ki | 34   | Carroll Shelby           | Maserati      | 1     | Meghajtás        | 17       |        |
| Ki | 16   | Wolfgang von Trips       | Ferrari       | 0     | Baleset          | 6        |        |
| Ki | 10   | Harry Schell             | BRM           | 0     | Baleset          | 9        |        |
| Ki | 4    | Jack Brabham             | Cooper-Climax | 0     | Felfüggesztés    | 15       |        |

## Statisztikák
Vezető helyen:
- Phil Hill: 7 kör (1-4 / 35-37)
- Mike Hawthorn: 46 kör (5-6 / 9 / 15-34 / 38-60)
- Stirling Moss: 7 kör (7-8 / 10-14)
- Tony Brooks: 10 kör (61-70)

Tony Brooks 4. győzelme, Moss 7. pole-pozíciója, Phil Hill 1. leggyorsabb köre.
- Vanwall 8. győzelme.